# Warren Buffett
Warren Edward Buffett (født 30. august 1930 i Omaha, Nebraska, USA) er en amerikansk investor, erhvervsmand, filantrop samt formand og CEO for Berkshire Hathaway. Han bliver betragtet som en af de mest succesfulde investorer i verden.
I december 2023 havde han en nettoformue på $120 mia., hvilket gjorde ham til til verdens niende rigeste person.
Buffett blev født i Omaha, Nebraska. Han er søn af kongresmedlem og erhvervsmand Howard Buffett, og han fik tidligt en interesse for forretning og investering i sin ungdom. Han startede på Wharton School of the University of Pennsylvania i 1947 inden han færdiggjorde studie på University of Nebraska i en alder af 19 år. Han fortsatte herefter med at læse på Columbia Business School, hvor han formede sin investeringsfilosofi omkring konceptet værdiinvestering, der var påbegyndt af Benjamin Graham. Han gik på New York Institute of Finance for at fokusere på sin økonomiske baggrund og påbegyndte herefter sin erhvervskarriere. Senere begyndte han forskellige forretnings- og investeringspartnerskaber, heriblandt med Graham. Han skabte Buffett Partnership Ltd. i 1956 og hans investeringsfirma købte på et tidspunkt tekstilvirksomheden, Berkshire Hathaway, og tog dets navn for at skabe et diversificeret holdingselskab. Buffett blev firmaets formand og største aktionær. I 1978 blev Charlie Munger en del af selskabet som næstformand, efter at have været Buffetts forretningspartner og medinvestor i flere år.
Buffett er en kendt velgører og har tilkendegivet, at han vil give 99 % af sin formue til velgørende formål, primært via Bill & Melinda Gates Foundation. Han grundlagde The Giving Pledge i 2009 sammen med Bill Gates, hvor milliardære har lovet at give mindst halvdelen af deres formue.